# Großsteingrab Stapel
Das Großsteingrab Stapel war eine megalithische Grabanlage der jungsteinzeitlichen Tiefstichkeramikkultur nahe dem zur Altmärkischen Höhe gehörenden Ortsteil Stapel im Landkreis Stendal, Sachsen-Anhalt. Es wurde erstmals 1579 von Christoph Entzelt in seiner Altmärkischen Chronik und 1751 von Johann Christoph und Bernhard Ludwig Bekmann in ihrer Historische[n] Beschreibung der Chur und Mark Brandenburg erwähnt. Demnach besaß es eine kreisförmige Umfassung. Einzelne Steine schienen aber bereits verlagert gewesen zu sein. Im späten 18. oder frühen 19. Jahrhundert wurde das Grab zerstört. Johann Friedrich Danneil konnte in den 1840er Jahren das Grab nicht mehr ausfindig machen. Auch Eduard Krause und Otto Schoetensack konnten bei ihrer Aufnahme der altmärkischen Großsteingräber in den 1890er Jahren keine Reste mehr ausmachen. Nach Paul Kupka befand sich das Grab an der Stelle, an der Anfang des 20. Jahrhunderts die Scherbe einer Schale der Tiefstichkeramik-Kultur entdeckt wurde.